# Новоржев
Новорже́в — город (с 1777) в России, административный центр Новоржевского района Псковской области. Составляет муниципальное образование Новоржев в статусе городского поселения (в границах города). Также является административным центром сельского поселения Новоржевская волость. Официальный день Новоржева — 3 октября.

## География
Находится в 140 километрах юго-восточнее Пскова, в равнине при отрогах Бежаницкой возвышенности. Город расположен между двумя озёрами — Росцо и Орша — и разделён на две половины каналом, которым соединены озёра.

## История
В 1396 году новгородцы основали для борьбы с литовцами крепость Ржева. Её запустение привело к изменению названия в Ржева Пустая. Наиболее вероятным местоположением крепости считается современная деревня Дворцы. После очередного разрушения в 1536 году управление Пусторжевским уездом (создан тремя годами ранее) было переведено южнее — в крепость Заволочье, находящуюся в истоках реки Великой.
В XVIII веке неподалёку от первоначального места крепости находился погост Аршо. В 1777 году данный населённый пункт был по приказу Екатерины II преобразован в город Новоржев, ставший уездным центром: в него было перенесено управление Пусторжевским уездом, который при этом переименовали в Новоржевский уезд. В 1796 году город в связи с упразднением Новоржевского уезда получил статус заштатного, но в 1802 году Новоржевский уезд был восстановлен.
В 1781 году был утверждён герб города: «В верхней части щита — герб губернского города Пскова, в нижней — в золотом поле 3 волоска пеньки, связанные и означающие изобилие сего произрастания в окрестностях города».
В 1896 году в Новоржеве проживало 2436 человек (в том числе 1889 православных, 218 евреев, 143 католика, 85 протестантов, 56 старообрядцев, 45 представителей других конфессий. В городе имелось 7 льняных складов, 4 синильных и 2 кожевенных завода, мельница; действовали 2 церкви, 3 училища, библиотека и земская больница. Среди домов было 21 каменных, 318 деревянных и 26 смешанных.
27 октября (9 ноября) 1917 года в Новоржеве была установлена Советская власть.
1 августа 1927 года в рамках проводимой в СССР административно-территориальной реформы деление на губернии и уезды было отменено, а Новоржев вошёл в состав Псковской области, став административным центром новообразованного Новоржевского района.
17 июля 1941 года Новоржев был оккупирован немецко-фашистскими войсками. Освобождён 29 февраля 1944 года войсками 1-й ударной и 22-й армий 2-го Прибалтийского фронта в ходе Старорусско-Новоржевской операции.
В честь 225-летия города в 2002 году в центре Новоржева был установлен памятник Екатерине II. Его созданием занимался петербургский скульптор В. Э. Горевой.

## Население
| 1856  | 1897  | 1913  | 1931  | 1939  | 1959  | 1970  | 1979  | 1989  | 1992  | 1996  |
| ----- | ----- | ----- | ----- | ----- | ----- | ----- | ----- | ----- | ----- | ----- |
| 1300  | ↗2800 | ↗3900 | ↘2000 | ↗3617 | ↘2758 | ↗3874 | ↗4893 | ↗4990 | ↗5100 | ↘5000 |
| 1998  | 2000  | 2001  | 2002  | 2004  | 2005  | 2006  | 2007  | 2008  | 2009  | 2010  |
| ↘4900 | ↘4800 | ↘4700 | ↘4125 | ↘4036 | ↘3968 | ↘3920 | ↘3866 | ↘3814 | ↘3794 | ↘3695 |
| 2011  | 2012  | 2013  | 2014  | 2015  | 2016  | 2017  | 2018  | 2019  | 2020  | 2021  |
| ↘3678 | ↘3618 | ↘3544 | ↘3477 | ↘3403 | ↘3358 | ↘3296 | ↘3252 | ↘3194 | ↘3107 | ↗3222 |

На 1 января 2025 года по численности населения город находился на 1106-м месте из 1124 городов Российской Федерации.
Национальный состав
По переписи населения 2020 года, в Новоржеве проживали следующие национальности (национальности менее 0,1 % и другое, см. в сноске к строке «Другие»):
| Национальность | Численность, чел. | Доля     |
| -------------- | ----------------- | -------- |
| Русские        | 2995              | 92,95 %  |
| Цыгане         | 129               | 4,00 %   |
| Украинцы       | 16                | 0,50 %   |
| Белорусы       | 12                | 0,37 %   |
| Азербайджанцы  | 9                 | 0,28 %   |
| Чеченцы        | 5                 | 0,16 %   |
| Гагаузы        | 4                 | 0,12 %   |
| Другие         | 52                | 1,62 %   |
| Итого          | 3222              | 100,00 % |

## Экономика
Крупнейшее промышленное предприятие города — кабельный завод, бывший «Объектив» с объёмом продукции за 2022 год 18,9 млн рублей. Также действуют хлебозавод с производством лимонада (1,2 млн руб.), льнозавод (1,0 млн руб.) и ещё несколько небольших предприятий.

## Культура
С 1977 года в Новоржеве работает Музей истории Новоржевского края — с 1979 по 2021 годы филиал Псковского музея-заповедника, затем филиал Военно-исторического музея-заповедника в Острове. В музее представлены такие экспозиции и выставки, как:
- «Ржева — Пусторжев — Новоржев»
- «Новоржев и новоржевцы в 1941—1945 годах»
- «Дубровские пейзажи»
- «Выпускники новоржевской школы в жизни страны»
- «Псковские декабристы»

«Новоржевский районный культурный комплекс» выиграл конкурс «Клуб года» в 2010 году среди районных муниципальных учреждений культуры Псковской области.
В фонде Новоржевской центральной районной библиотеки находится более 200 000 изданий, которыми пользуются более 6000 читателей. Библиотеке подчинены отдел по работе с детьми и 14 сельских филиалов.
Танк Т-34 установлен в Новоржеве в честь освобождения города от немецко-фашистских захватчиков 29 февраля 1944 года.

## Образование
В Новоржеве работают общеобразовательная школа, школа искусств, дом детского творчества и два детских сада.

## Средства массовой информации
Официальная газета Новоржевского района — «Земля Новоржевская», выходит один раз в неделю. Она была основана 7 апреля 1918 года под названием «Непогасимое пламя (революции)». В 1930 году газету переименовали в «Путь колхозника», в 1957 году — в «Зарю», в 1962 году — в «Сельскую новь», в 1963 году — в «Знамя труда». Нынешнее название получила 3 марта 1992 года.

## Пушкин о Новоржеве
По свидетельствам, во время своей ссылки в городе часто бывал А. С. Пушкин, чьё родовое имение в Михайловском находилось в 30 км от Новоржева. О городе Пушкин написал следующие строки:

Есть в России город Луга

Петербургского округа;

Хуже не было б сего

Городишки на примете,

Если б не было на свете

Новоржева моего.

На фасаде двухэтажного силикатнокирпичного дома на улице Володарского, 15, на углу с улицей Германа установлена памятная доска с текстом «На этом месте находилась гостиница Д. С. Котосова, где не раз останавливался А. С. Пушкин по пути в Михайловское». Судя по цифрам «1799—1999», она появилась в 1999 году.